# Robert Hohlbaum
Robert Hohlbaum (28. srpna 1886 Krnov – 4. února 1955 Štýrský Hradec) byl německy píšící dramatik, spisovatel a knihovník.

## Život
Vystudoval germanistiku a historii na univerzitě ve Vídni a Štýrském Hradci. Poté přijal místo knihovníka ve Vídni. Kromě toho se stal členem literárního kruhu kolem časopisu Mušketa. Zde se spřátelil například s Rudolfem Hansem Bartschem.
Jako důstojník se účastnil první světové války až do roku 1918. Po rozpadu Rakouska-Uherska se angažoval v politice. Následné připojení Rakouska k Německé říši nadšeně vítal.
Po roce 1933 Hohlbaum využil svých konexí s veřejnými činiteli v Německu a dva roky před vypuknutím druhé světové války získal německé státní občanství. V Duisburgu převzal vedení tamější městské knihovny. V roce 1942 se stal ředitelem zemské knihovny ve Výmaru.
Za války usiloval o pozici vedoucího městského archivu ve Vídni. V roce 1944 napsal dílo, které se svou ideologií rozcházelo s názory tehdejších politických představitelů. Následně přišel Robert Hohlbaum o práci knihovníka a vrátil se do rodného města, kde se věnoval vlastní literární činnosti.
Po válce byla některá jeho díla ve Východním bloku na seznamu zakázané literatury. Samotný autor po roce 1945 krátkodobě pracoval jako pomocný zahradník nebo pastýř koz, přesto se i nadále věnoval literární produkci.
Po mnoha obtížích mu byl v roce 1951 umožněn návrat do Rakouska. Robert Hohlbaum zemřel v roce 1955 ve Štýrském Hradci.

## Dílo
- Der ewige Lenzkampf, 1913
- Österreicher. Ein Roman aus dem Jahre 1866, 1914
- Deutsche Gedichte. Ein Zyklus, 1916
- Unsterbliche. Novellen, 1919
- Die Amouren des Magister Döderlein, 1920
- Grenzland, 1921
- Franz Karl Ginzkey. Sein Leben und Schaffen, 1921
- Fallbeil und Reifrock. Neue Novellen, 1921
- Zukunft. Roman, 1922
- Himmlisches Orchester, 1923
- Deutschland. Eine Sonettenfolge, 1923
- Die deutsche Passion, 1924
- Der wilde Christian. Roman, 1925
- Die Herrgotts-Symphonie, 1925
- Die Pfingsten von Weimar, 1926
- Die Raben des Kyffhäuser. Der Roman der Burschenschaft und ihres Zeitalters, 1927
- Das Paradies und die Schlange. Ein Roman aus Südtirol, 1928
- Winterbrautnacht. Novellen, 1929
- Das klingende Gift, 1930
- Deutsches Leid in Österreich, 1930
- Die Stunde der Sterne. Eine Bruckner-Novelle, 1930
- König Volk, 1931
- Der Mann aus dem Chaos. Ein Napoleon-Roman, 1933
- Stein. Der Roman eines Führers, 1934
- Die Flucht in den Krieg, 1935
- Der Held von Kolberg, 1935
- Zweikampf um Deutschland. Roman, 1936
- Fröhlicher Vormärz. Zwei Novellen, 1936
- Grillparzer, 1938
- Die stumme Schlacht. Roman, 1939
- Der Kurfürst, 1940
- Die Königsparade, 1942
- Balladen vom Geist, 1943
- Das letzte Gefecht, 1943
- Symphonie in drei Sätzen. Novellen, 1943
- Tedeum, 1950
- Jesus-Legende, 1951
- Der Heiratsvermittler, 1953
- Der Zauberstab. Roman des Wiener Musiklebens, 1954